# ブラジルカイマン
ブラジルカイマン（学名：Paleosuchus trigonatus）はコビトカイマン属に分類されるワニの一種。別名シュナイダームカシカイマン。南アメリカのアマゾン川とオリノコ川流域に分布する。アリゲーター科の中では同属のコビトカイマンに次いで小さい。成体は通常全長約1.2-1.6m、体重9-20kgである。大型の雄は全長2.3m、体重36kgに達する。

## 名称
属名はギリシア語で「古代のワニ」を意味し、約3000万年前に他のカイマンから分岐した系統に属することに由来する。種小名はギリシア語で「3つの角を持つ」を意味し、三角形の頭に由来する。

## 分類
1801年にドイツの博物学者であるヨハン・ゴットロープ・テアエヌス・シュナイダーによって記載された。本種とコビトカイマンの2種でコビトカイマン属を構成する。同属は眼窩間の隆起が無く、前上顎部に4本の歯があり、他のカイマンでは5本である。現生のカイマン亜科の関係は、分子系統学的研究に基づき、以下の系統樹で示される。
|  | コビトカイマン   |
|  |                  |
|  | ブラジルカイマン |
|  |                  |

|  | \| \| Caiman crocodilus メガネカイマン \| \| \| \| \| \| Caiman yacare パラグアイカイマン \| \| \| \| |
|  | |
|  | Caiman latirostris クチビロカイマン                                                                   |
|  | |
|  | Caiman crocodilus メガネカイマン                                                                      |
|  | |
|  | Caiman yacare パラグアイカイマン                                                                      |
|  | |

|  | Caiman crocodilus メガネカイマン |
|  |                                  |
|  | Caiman yacare パラグアイカイマン |
|  |                                  |

|  | \| \| Caiman crocodilus メガネカイマン \| \| \| \| \| \| Caiman yacare パラグアイカイマン \| \| \| \| |
|  | |
|  | Caiman latirostris クチビロカイマン                                                                   |
|  | |
|  | Caiman crocodilus メガネカイマン                                                                      |
|  | |
|  | Caiman yacare パラグアイカイマン                                                                      |
|  | |

|  | Caiman crocodilus メガネカイマン |
|  |                                  |
|  | Caiman yacare パラグアイカイマン |
|  |                                  |

|  | コビトカイマン   |
|  |                  |
|  | ブラジルカイマン |
|  |                  |

|  | \| \| Caiman crocodilus メガネカイマン \| \| \| \| \| \| Caiman yacare パラグアイカイマン \| \| \| \| |
|  | |
|  | Caiman latirostris クチビロカイマン                                                                   |
|  | |
|  | Caiman crocodilus メガネカイマン                                                                      |
|  | |
|  | Caiman yacare パラグアイカイマン                                                                      |
|  | |

|  | Caiman crocodilus メガネカイマン |
|  |                                  |
|  | Caiman yacare パラグアイカイマン |
|  |                                  |

|  | \| \| Caiman crocodilus メガネカイマン \| \| \| \| \| \| Caiman yacare パラグアイカイマン \| \| \| \| |
|  | |
|  | Caiman latirostris クチビロカイマン                                                                   |
|  | |
|  | Caiman crocodilus メガネカイマン                                                                      |
|  | |
|  | Caiman yacare パラグアイカイマン                                                                      |
|  | |

|  | Caiman crocodilus メガネカイマン |
|  |                                  |
|  | Caiman yacare パラグアイカイマン |
|  |                                  |

|  | ヨウスコウアリゲーター |
|  |                        |
|  | アメリカアリゲーター   |
|  |                        |

|  | コビトカイマン   |
|  |                  |
|  | ブラジルカイマン |
|  |                  |

|  | \| \| Caiman crocodilus メガネカイマン \| \| \| \| \| \| Caiman yacare パラグアイカイマン \| \| \| \| |
|  | |
|  | Caiman latirostris クチビロカイマン                                                                   |
|  | |
|  | Caiman crocodilus メガネカイマン                                                                      |
|  | |
|  | Caiman yacare パラグアイカイマン                                                                      |
|  | |

|  | Caiman crocodilus メガネカイマン |
|  |                                  |
|  | Caiman yacare パラグアイカイマン |
|  |                                  |

|  | \| \| Caiman crocodilus メガネカイマン \| \| \| \| \| \| Caiman yacare パラグアイカイマン \| \| \| \| |
|  | |
|  | Caiman latirostris クチビロカイマン                                                                   |
|  | |
|  | Caiman crocodilus メガネカイマン                                                                      |
|  | |
|  | Caiman yacare パラグアイカイマン                                                                      |
|  | |

|  | Caiman crocodilus メガネカイマン |
|  |                                  |
|  | Caiman yacare パラグアイカイマン |
|  |                                  |

|  | コビトカイマン   |
|  |                  |
|  | ブラジルカイマン |
|  |                  |

|  | \| \| Caiman crocodilus メガネカイマン \| \| \| \| \| \| Caiman yacare パラグアイカイマン \| \| \| \| |
|  | |
|  | Caiman latirostris クチビロカイマン                                                                   |
|  | |
|  | Caiman crocodilus メガネカイマン                                                                      |
|  | |
|  | Caiman yacare パラグアイカイマン                                                                      |
|  | |

|  | Caiman crocodilus メガネカイマン |
|  |                                  |
|  | Caiman yacare パラグアイカイマン |
|  |                                  |

|  | \| \| Caiman crocodilus メガネカイマン \| \| \| \| \| \| Caiman yacare パラグアイカイマン \| \| \| \| |
|  | |
|  | Caiman latirostris クチビロカイマン                                                                   |
|  | |
|  | Caiman crocodilus メガネカイマン                                                                      |
|  | |
|  | Caiman yacare パラグアイカイマン                                                                      |
|  | |

|  | Caiman crocodilus メガネカイマン |
|  |                                  |
|  | Caiman yacare パラグアイカイマン |
|  |                                  |

|  | ヨウスコウアリゲーター |
|  |                        |
|  | アメリカアリゲーター   |
|  |                        |

## 形態
頭部はメガネカイマンと似るが、目の間に隆起が無い。頸鱗板と尾の鱗板は大きく鋭い三角形で、背側と腹側の両面は頑丈な皮骨で覆われる。尾は比較的短く、基部は広く縦扁する。尾櫛は横に突出し、尾は比較的頑丈である。体は暗い灰褐色で、目は茶色である。頭部が黄褐色で、水中の落ち葉への擬態になると考えられている。雄は全長約1.7-2.3mで、最大全長2.6mの記録がある。雌は1.4mを超えることは珍しい。体格の割に力強く、首を上に向けて頭を高く上げる傾向がある。

## 分布と生息地
南米のアマゾン川とオリノコ川流域に分布し、ボリビア、ブラジル、コロンビア、エクアドル、フランス領ギアナ、ガイアナ、ペルー、スリナム、ベネズエラから知られる。森林内の細流に生息する。主に身を潜めた生活を送るため、自然下では日光浴を行わない。

## 生態と行動

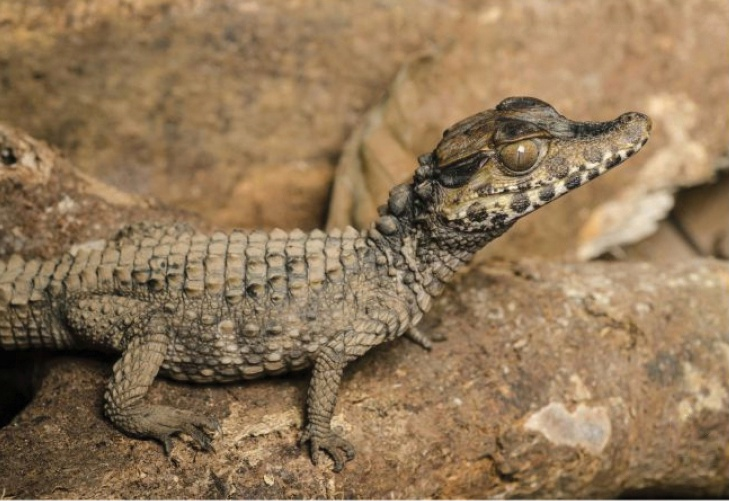
幼体

水中の巣穴や、水から100mほど離れた深い下草の中、丸太の中、倒木の下に身を潜めており、日中に観察されることは珍しい。雄は縄張り意識が強く、雌の行動圏は狭い。成体は半水生であり、主にヤマアラシ、パカ、ヘビ、鳥、トカゲなどの動物を捕食し、魚や軟体動物はほとんど食べない。幼体は孵化後数週間は主に昆虫やその他の節足動物を食べ、成長するにつれて小魚、鳥、爬虫類など、より大きな獲物を食べるようになる。成体の死亡率は低いが、ジャガーなどの大型肉食動物に捕食されることもある。
雌は約11歳、雄は約20歳で性成熟する。雌は乾季の終わりに落ち葉と土で大きな塚状の巣を作るが、既存の巣を使うこともある。古巣の上に新しく産卵巣を作ることで、古巣が地面との間で断熱材の効果をすると考えられている。10-15個の卵を産み、上から植物で覆う。植物の腐敗によって熱が発生するため、巣内に熱を供給する。巣はシロアリの蟻塚の側面に作られることが多く、シロアリの熱によって巣内温度が31-32℃に保たれる。抱卵期間は約115日で、雌は少なくとも抱卵期間の前半は巣の近くに留まり、捕食者から卵を守る。その間にシロアリの塚が拡大し、土が卵を固めてしまうことがある。そのため、孵化の際に幼体が巣から脱出できるように親の助けが必要である。孵化したばかりの幼体を運んだ後、雌は幼体が独立するまで数週間世話をする。雌が再び繁殖するまで数年かかることもある。

## 人との関わり
皮は頑丈に骨化しており、革目的の狩猟の対象とならない。ガイアナではペット目的で捕獲されている。森林伐採と、金の採掘活動による環境汚染が脅威である。野生個体数は100万頭以上と推定されており、IUCNのレッドリストでは低危険種とされている。乱獲を制限するため、ワシントン条約の付属書IIに掲載されている。